# ラベンダー
ラベンダー（英: lavender [ˈlævəndər]、仏: lavande）は、シソ科ラヴァンドラ属（ラベンダー属、Lavandula）の半木本性植物の通称である。和名は「薫衣草（くんいそう）」。 または、半耐寒性の小低木Lavandula angustifolia （通称：ラベンダー、コモン・ラベンダー、イングリッシュ・ラベンダーなど）を指す。
伝統的にハーブとして古代エジプト、ギリシャ、ローマ、アラビア、ヨーロッパなどで薬や調理に利用され、芳香植物としてその香りが活用されてきた。ラベンダーの栽培は1930年代に本格的に行われるようになるが、それ以前は野生種の刈り取りがほとんどだった。
日本におけるラベンダーの初期の記述としては、江戸文政期の西洋薬物書に「ラーヘンデル」「ラーヘンデル油」の名で詳細な説明がある。幕末期には一部ではあるが、精油が輸入され、栽培も行われていたと考えられている。昭和期には香料原料として、北海道富良野地方などで栽培されて精油が生産され、1970年にピークを迎えたが、合成香料の台頭で衰退した。現在では富良野などでラベンダー畑が観光資源となっている。
現代でもL. angustifolia（コモン・ラベンダー）やL. latifolia（スパイク・ラベンダー）、L. x intermedia（ラバンジン）などが精油を採るために栽培され、精油は香料として用いられたり、アロマセラピー（芳香療法）としてリラクゼーション等に利用されている。
ちなみに、ラベンダー色は薄紫色を意味する。

## 特徴

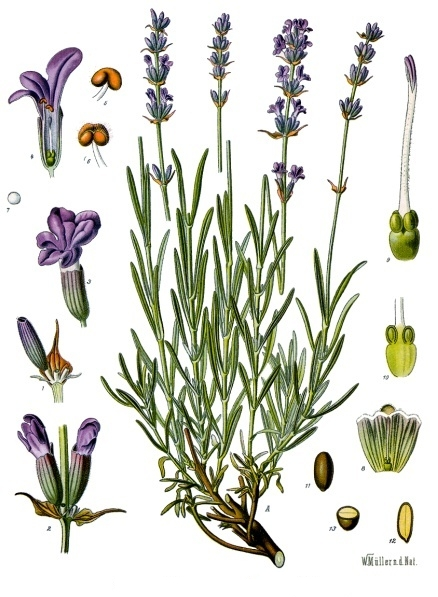
Lavandula angustifolia

ラヴァンドラ属（ラベンダー属、lavandula）は、半木本性植物で、低木のような草本、小低木、亜小低木である。多年生のものとそうでないものがある。ヨーロッパ南部を中心に39種が知られ、高さは2メートル以下。原産地は地中海沿岸、インド、カナリア諸島、北アフリカ、中東などである。春に紫や白、ピンク色の花を咲かせる様々な種がある。中でも紫色の花が最もポピュラーである。多くの種は、花、葉、茎は細かい毛でおおわれており、その間に精油を出す腺がある。揮発性の油を多く含むため、草食動物はほとんど食べないが、芳香で蜂などを引き寄せる。ユーカリと同じように夏の熱さなどで自然発火し、野火をよぶ。種子は野火の後に発芽する性質がある。ラヴァンドラ属には、ラベンダー特有の香りがない種も一部存在する。園芸用としても愛好されている。
主にラベンダーと呼ばれるL. angustifolia（コモン・ラベンダー）だけでなく、その近縁種や交雑種もラベンダーと呼ばれることがあるため、ラベンダーの名で販売される苗やラベンダー油がL. angustifolia のものとは限らない。

## 語源
英語のlavender は古フランス語のlavandre に由来する。lavandre の語源として様々な説があるが、「洗う」という意味のラテン語 lavo やlavare から来るといわれる。古代ローマ人達は洗濯に用いたり、浴用香料として疲労や硬直した関節を和らげるために利用したという。学名のLavandula は他のヨーロッパ言語でラベンダーを指す言葉からリンネが命名したと言われる。
しかし、この通説を裏付ける歴史的証拠はなく、一般的に古代ギリシャ人・ローマ人はラベンダーを入浴に利用しなかったなどの問題点があり、作り話である可能性がある。UpsonとAndrewsはローマ帝国での入浴に関する記述を確認したが、ラベンダーの使用はなかったという。UpsonとAndrewsは、ラテン語のlivere と中世ラテン語lavindula から推測し、「青みを帯びた、青みがかった」を意味するラテン語livere に由来するという説を提示している。

## 分類・種

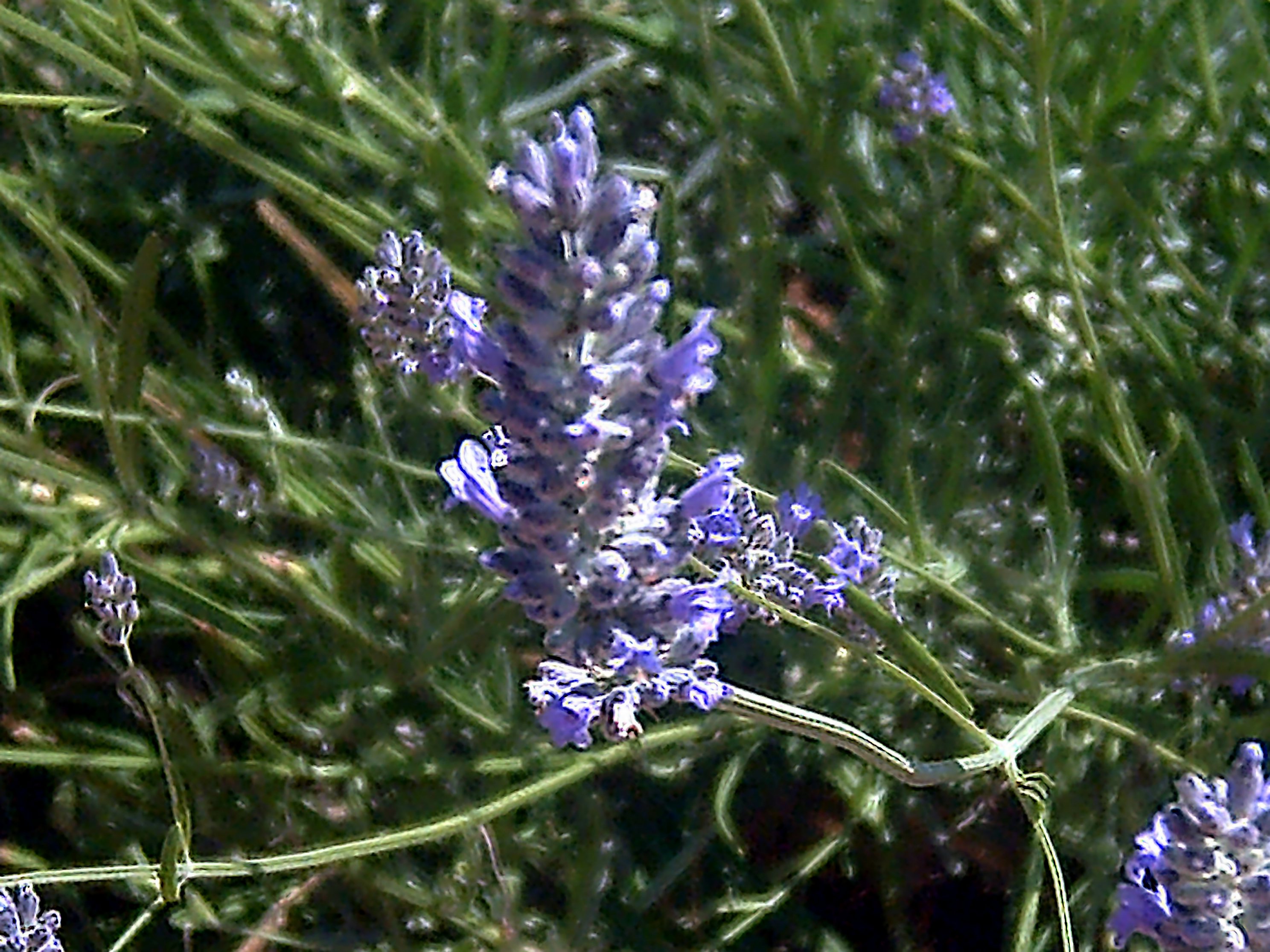
Lavandula latifolia

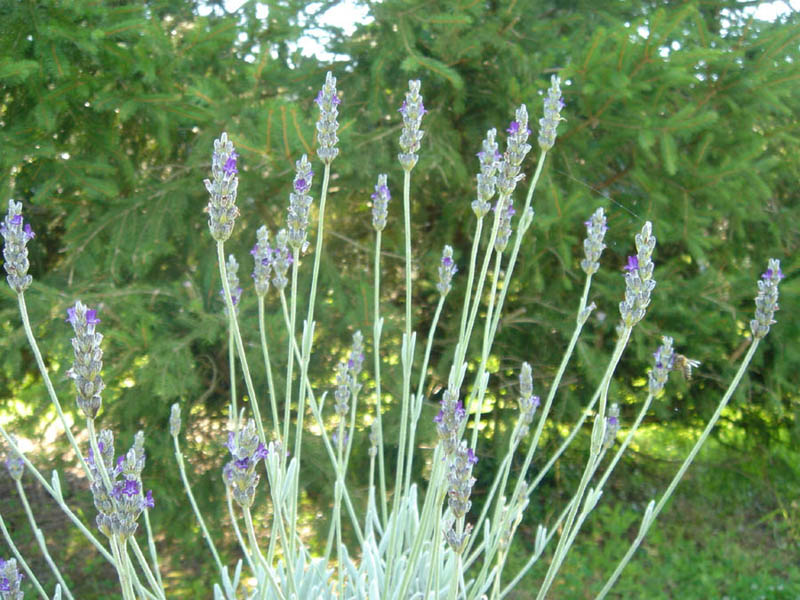
Lavandula lanata

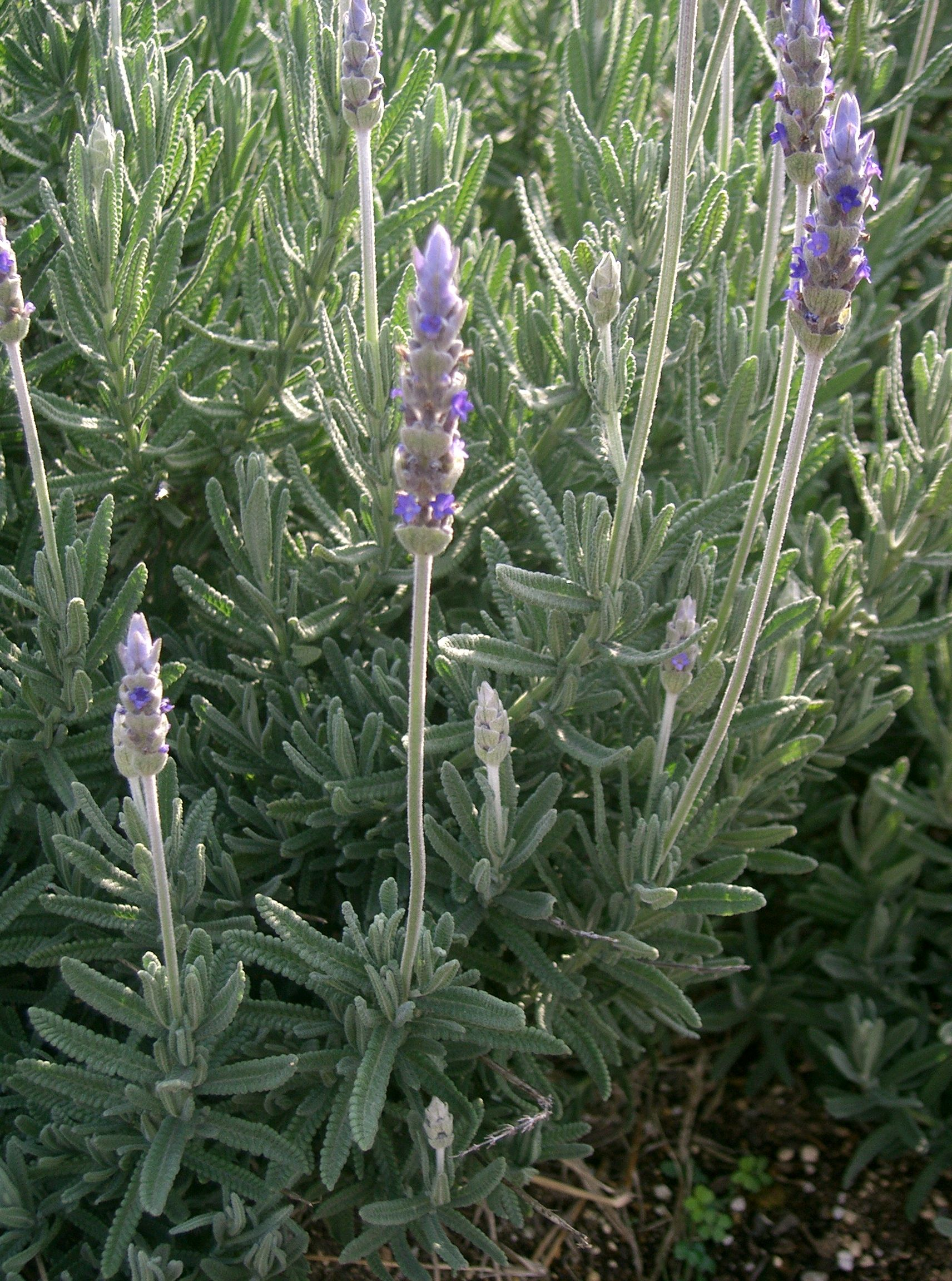
Lavandula dentata

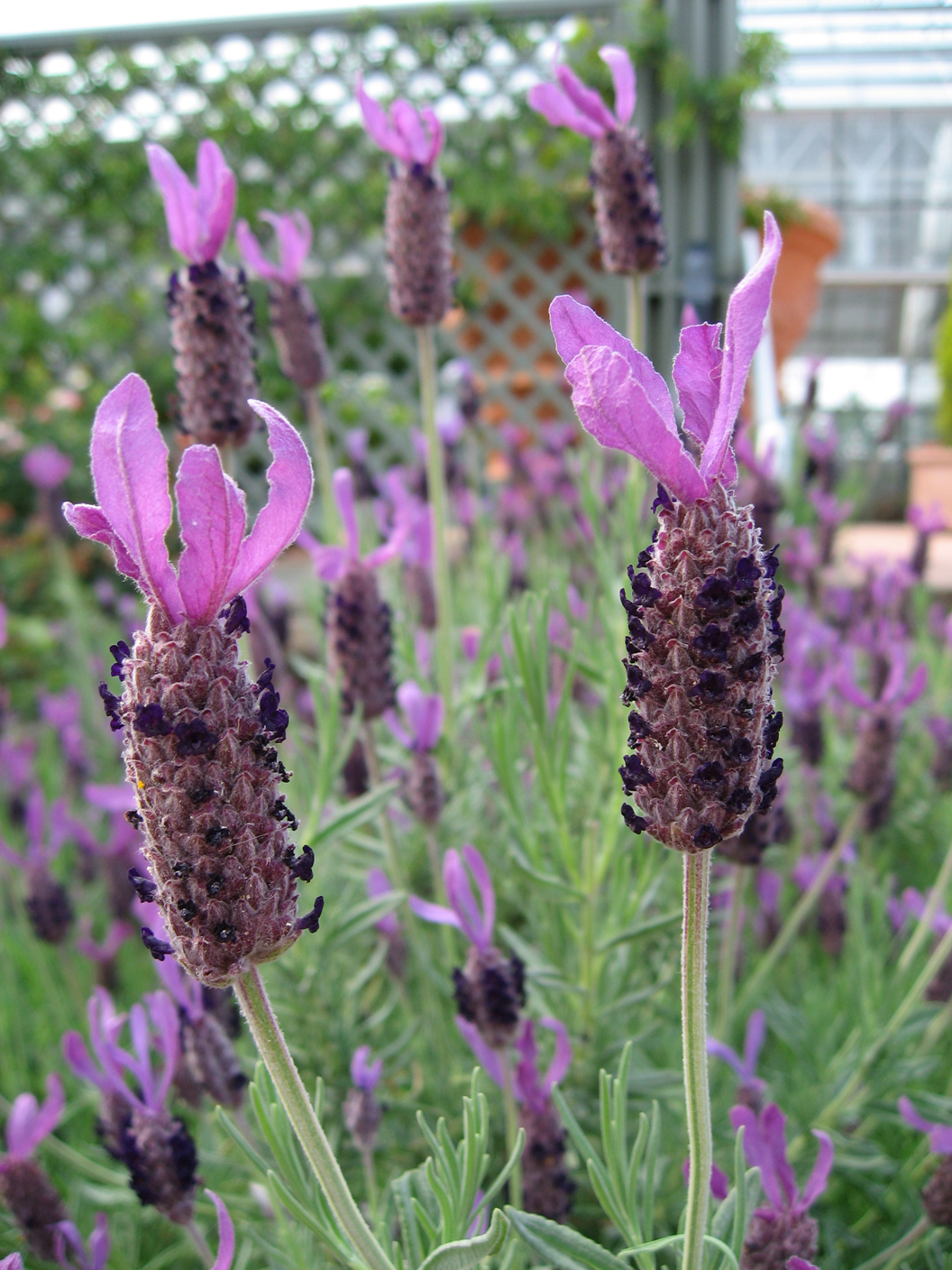
Lavandula stoechas

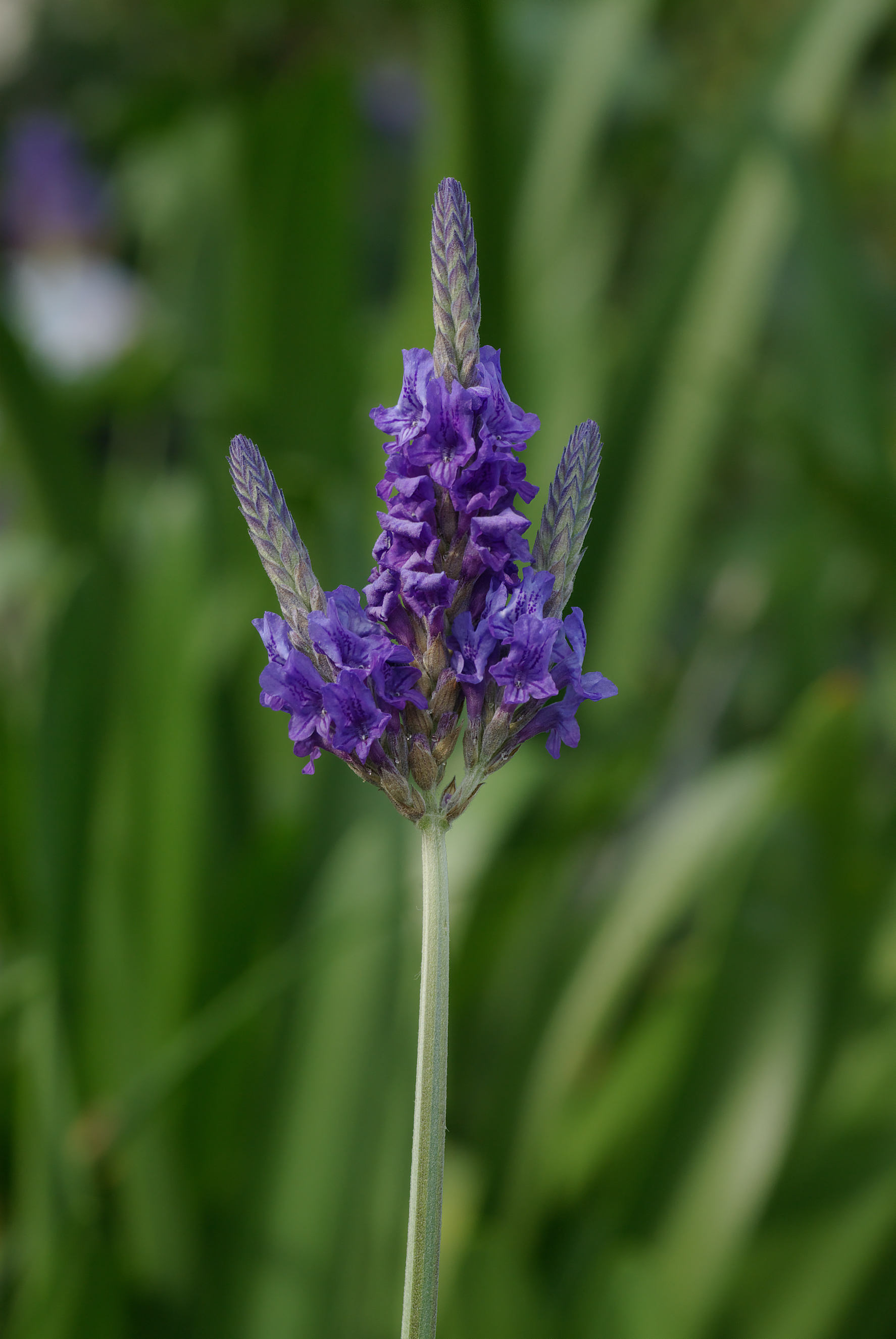
Lavandula multifida

ヨーロッパ各地で盛んに品種改良が行われたことや、交雑種を生じやすい性質のために、呼び名や学名はかなり混乱しており、分類に関しては現在も研究が進められている。また植物学上の分類では同一種であっても、産地により抽出される精油の成分組成や香り、生物活性（効能）が異なる事から、生産地名を加えて区分しているものもある。歴史的にひとつの通称が、複数の種に用いられる例も見られる。同じ種のラベンダーでも、多数の通称を持つものも少なくない。
古代ローマでは、L. stoechas（イタリアン・ラベンダー）、L. pedunculata（スパニッシュ・ラベンダー）、L. dentata（キレハ・ラベンダー） はローマ時代にすでに知られていた。地中海地方に自生するいくつかの種が活用されたが、それらはほとんど区別されることはなかった。L. angustifolia（コモン・ラベンダー）を初めて他と区別したのは、中世の修道女ヒルデガルト・フォン・ビンゲン（ユリウス暦1098年 - 1179年）である。中世ヨーロッパでは、ヨーロッパのラベンダーはストエカス(L. stoechas、L. pedunculata、L. dentata) とラヴェンドラ (L. spica、L. latifolia)の2つのグループにわけられていた。リンネは『植物の種』Species Plantarum (1753年)で、当時知られていたラベンダーを一つの属にまとめた。5種のラベンダーが挙げられ、L. multifida、L. dentata (スペイン)、L. stoechas、L. spica。L. pedunculataはL. stoechas に含まれていた。L. angustifoliaとL. latifolia は区別されず、L. spica とされた。
最初の近代的な分類で重要なものは、1937年にキューのDorothy Chaytorが行ったもので、28種をストエカス節、スパイカ節、スブヌダ節、プテロストエカス節、カエトスタシス節、デンタータ節の6つの節に分けたが、容易に割り当てることのできない種が残された。栽培種や園芸種はスパイカ、ストエカス、プテロストエカスの3節から出ており、カエトスタシス節はインドやイラン、スブヌダ節はアラビアやソマリアに分布する。現在日本で見られるものは、園芸書ではイングリッシュ系（スパイカ節）、フレンチ系（ストエカス節、デンタータ節）、ラバンジン系（L.a.ssp angustifoliaとL. latifoliaの交雑種）、その他に大別される。フレンチ系はイングリッシュ系より開花期が早い。スパイカ節（イングリッシュ系）の種は分類・学名に変遷があるため、現在でもL. angustifoliにL. officinalisやL. veraなどの古い学名の使用するなど、学名の誤用が見られる。
現代では、クライストチャーチ植物園などでBotanical Officerをしていたヴァージニア・マクノートン（Virginia McNaughton）は、スパイカ節、ストエカス節、プテロストエカス節、カエトスタシス節、スブヌダ節の5つの節に分かれるとしている。
最新の分類はTim UpsonとSusyn Andrewsによる2004年のもので、ラヴァンドラ亜種（ラヴァンドラ節、デンタータ節、ストエカス節）、ファブリカ亜種（プテロストエカス節、スブヌダ節、カエトスタシス節、Hasikenses 節）、サバウディア亜種（サバウディア節）の3亜種があるとされた。以下、Tim UpsonとSusyn Andrewsによるによる分類。主な種を挙げる。
Ⅰ ラヴァンドラ（Lavandula）亜種
i. ラヴァンドラ（Lavandula）節 (3種)：スパイカ節、園芸書などでイングリッシュ系として知られる。
- Lavandula angustifolia Mill.：地中海沿岸原産のL.a.ssp angustifoliaとピレネー山脈・北部スペイン原産のL.a.ssp pyrenaicaの2亜種を持つが、L.a.ssp pyrenaicaはほとんど見られず、L. angustifoliaといえばL.a.ssp angustifoliaを指す。通称コモン・ラベンダー、イングリッシュ・ラベンダー、オールドイングリッシュ・ラベンダー、トゥルーラベンダー、真正ラベンダー。元々はフランスで栽培され始めた。葉は線形で対生し、若い茎では輪生する。葉の色は最初白っぽく、育つにつれ緑色になる。6～7月に、芳香のある青紫色の花を穂状にたくさんつける。日本の夏の高温多湿に弱い。最高級の精油がとれ、高地で育てると高い品質になるが、花穂が短く採取量が少ないため、商業用に育てられるものは、L. latifolia（スパイク・ラベンダー）が多少とも交雑した雑種であると考えられている。
- Lavandula latifolia Medik：通称スパイク・ラベンダー、ヒロハ（広葉）ラベンダー。ポルトガル原産。広がりのあるへら型の葉を持ち、グレイがかった紫の花穂をつける。葉はラベンダーの中でも特にカンファー臭がする。L. angustifoliaの3倍の精油を収穫できるが、香料としての品質は劣る。
- Lavandula lanata Boiss：通称ウーリー・ラベンダー。スペイン南部の山地が原産。全草フランネルのような白綿毛で覆われており、花穂は好ましいカンファー臭がする。

交雑種
- Lavandula x intermedia：L.a.ssp angustifoliaとL. latifoliaの交雑種。通称ラバンジン、ラヴァンディン。耐寒性が強く高温多湿にもやや耐え、日本でも育てやすく、関東地方以西の気候に合う。丈夫で花がたくさん咲き、精油も多く取れることから、商業用に広く栽培されている。香料としての精油の質は、L. latifoliaよりさらに劣るが、低地でも栽培できる。不稔性で種ができにくく、挿し木で増やす。

ii. デンタータ （Dentatae）節 (1種)：フレンチ系として知られる。
- Lavandula dentata L.：通称キレハ（切葉）ラベンダー、デンタータ・ラベンダー、フリンジド・ラベンダー、フレンチ・ラベンダー。世界中に広く分布するが、海外ではおもにフレンチ・ラベンダーと呼ばれる。葉が歯状になっており、苞葉のある薄紫の花穂を1年の大半つける。変異種ができやすい。

iii. ストエカス（Stoechas Ging.）節 (3種)：フレンチ系として知られる。
- Lavandula stoechas L.：通称イタリアン・ラベンダー、スパニッシュ・ラベンダー、フレンチ・ラベンダー、トップド・ラベンダー。歴史的にフレンチ・ラベンダーと呼ばれ、日本でもそう呼ばれることが多い。原産は地中海沿岸・北アフリカ。1 - 3mmの小さな花を無数につけ、花穂の先端に紫紅色の苞葉がある。全草にカンファー様の清涼感ある香りがあり、短毛で覆われている。霜や寒さに弱い種が多いが、暑さには比較的強い。昔から薬用に使われてきた。
- Lavandula pedunculata Mill.(Cav.)：通称スパニッシュ・ラベンダー、フレンチ・ラベンダー。主にスペインで見られるが、原産はポルトガル、北アメリカ、南バルカン半島、小アジア。花穂は丸くふくらみがあり華やかだが、あまり丈夫ではない。

Ⅱファブリカ（Fabricia）亜種
iv. プテロストエカス（Pterostoechas Ging.）節 (16種)
- Lavandula multifida：通称ファーンリーフ・ラベンダー、レース・ラベンダー、ムルチフィダ・ラベンダー、エジプシャン・ラベンダー。愛らしい青紫の花穂をつけるが、ラベンダーの芳香はない。半耐寒性の多年草として園芸用に栽培される。
- Lavandula canariensis Mill.：通称カナリー・ラベンダー。条件が良ければ1.5mにもなる。カナリア諸島原産。耐寒性がない。
- Lavandula pinnata L.：通称ピナータ・ラベンダー、ピンナタラベンダー、レースラベンダー。シダのような特徴的な葉で、開花期には幻想的な美しさを持ち、園芸種として人気が高い。

v. スブヌダ（Subnudae）節 (10種)
- Lavandula nimmoi Benth.

vi. カエトスタシス（Chaetostachys）節 (2種)
- Lavandula bipinnata (Roth) Kuntze
- Lavandula gibsonii J. Graham

vii. Hasikenses 節 (2種)
- Lavandula hasikensis A.G. Mill.
- Lavandula sublepidota Rech. f.

III. サバウディア（Sabaudia）亜種
viii.サバウディア（Sabaudia）節 (2種)
- Lavandula atriplicifolia Benth.
- Lavandula erythraeae (Chiov.) Cufod.

## 栽培地

### フランスなど
高温多湿が苦手な種が多く、西岸海洋性気候や亜寒帯湿潤気候の地域で多く栽培されている。世界的に有名な生産地はフランス南東部のプロヴァンス地方で、伝統的に多くの地域で商品作物として栽培され、ラベンダー畑が多数ある。
ラベンダーは近年まで野生種が採取されていた。1925年頃から伝統的に野生種の狩り集めを行ってきた地域の周辺（アルプ＝ド＝オート＝プロヴァンス県のヴァランソール高原、ローヌ渓谷沿いの低地地帯、ヴォクリューズ県のソー（Sault）地方（コミュヌ）、ヴァルレアヌス地方、カルパントラ、アプト周辺などのローヌ川流域）にラバンジン農家が多数でき、徐々にほかの地域でもラバンジンが栽培されるようになり、1930年代から本格的に栽培がおこなわれるようになった。伝統的なラベンダー農家は、好条件とは言えない土地で小規模に栽培を続けながら、生活できる程度の農業や時には牧畜も併行して行っていた。第二次世界大戦後の経済の急成長に従ってラバンジン農家の機械化が進み、ラベンダー栽培も急速に発展し野生種の狩り集めに取って替わった。同時にラバンジンの立ち枯れが急速に広がったが、その対策として丈夫な品種「グロッソ」が栽培されるようになり、また合成香料の価格が上昇したことでラベンダー、ラバンジンは増産された。しかし、1990年代初めまでにラベンダー油の利益率が悪化したため、栽培面積はそれまでの約40%に減少した。1994年からフランス政府主導の再活性化計画で多少持ち直し、年間生産量は30トン弱から45トン強で推移している。現在の栽培地はあまり標高が高くなく、ラバンジンが生産される地域でラベンダーも生産されている。以前産地であったオート＝アルプ県やアルプ＝ド＝オート＝プロヴァンス県のバレム、ディオワなどの山岳地では、平地のラバンジン産地のような農業基材、蒸留設備といったインフラがなかったため、ラベンダー栽培の再活性化計画は頓挫し、標高の低いラバンジン産地でラベンダーの栽培もおこなわれるようになった。
主な栽培地は、ヴォクリューズ県のアルビオン高原地方、ソー地方、アプト、ドローム県のバロニー山地に集中しており、ラベンダー以外の作物はほとんど栽培されない。この地域における生産がラベンダー油全体の約8割を占めている。ソー地方が有名で、ラベンダー農家が多数あり、広大なラベンダー畑が広がる。ソーの様々なラベンダー製品はフランス国内、ヨーロッパ、世界各地に届けられている。ソーでは毎年夏に1日「ラベンダー祭」が催され、ラベンダーを用いた様々な製品が通りに並び、普段は人口3000人位のコミュヌに世界各地から2万人ほどの観光客が訪れる。
近年プロヴァンスでは、ラベンダー畑のバクテリア被害が深刻な問題になっている。異常気象の影響で、有害なバクテリアを媒介するヨコバイが大量発生し、2007年から2010年の間にラベンダー畑の50%が被害を受け、生産が大幅に落ち込んだ。
オーストラリアのタスマニアも生産地として知られる。

### 日本
日本では北海道の富良野地方のラベンダー畑が世界的にも知られる。栽培発祥地は札幌市南区南沢であり、曽田香料によって1940年に栽培が開始された。札幌市では、幌見峠頂上（宮の森地区）にあるラベンダー畑が有名であるが、規模は小さい。

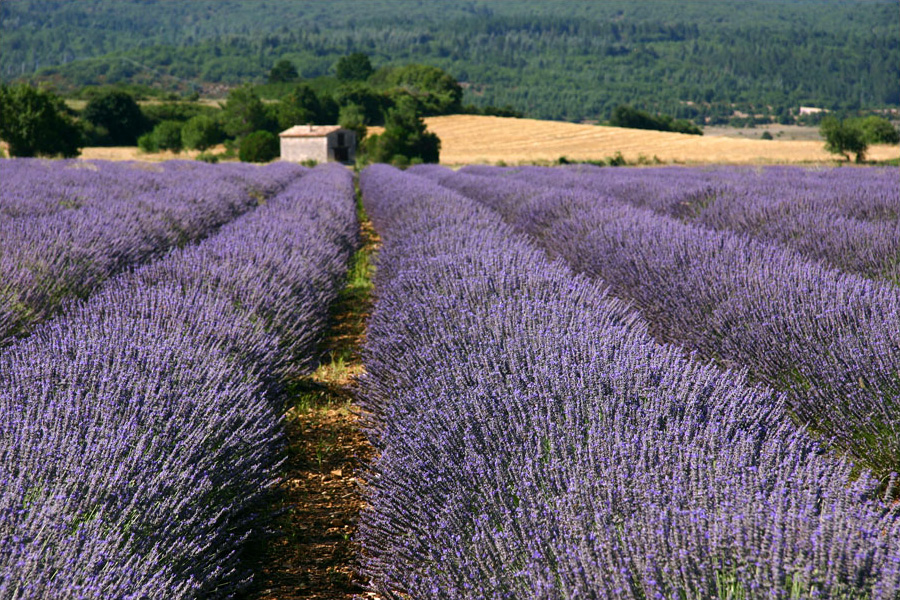
プロヴァンス（ソー村）
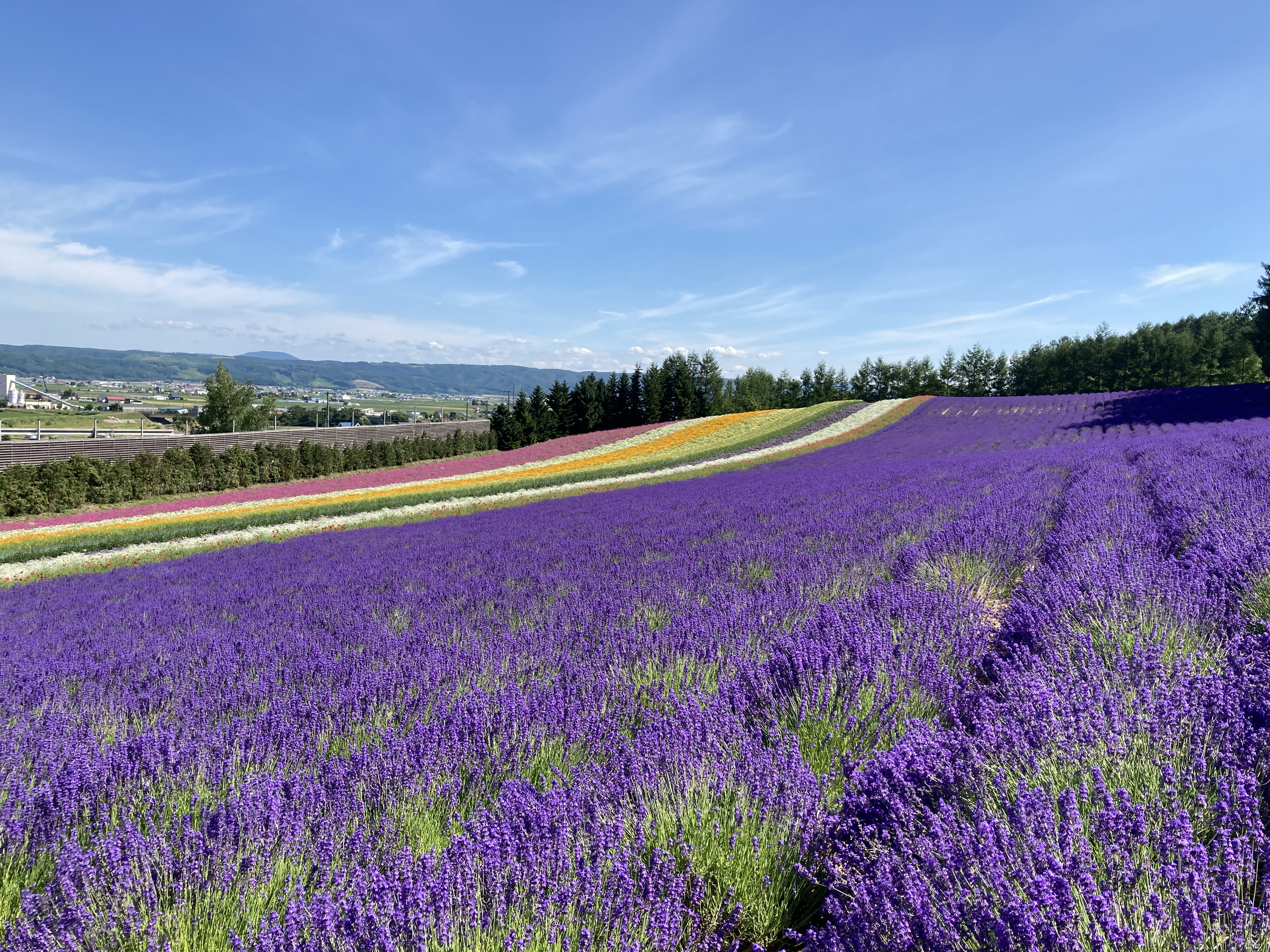
日本（富良野地方）

## 利用

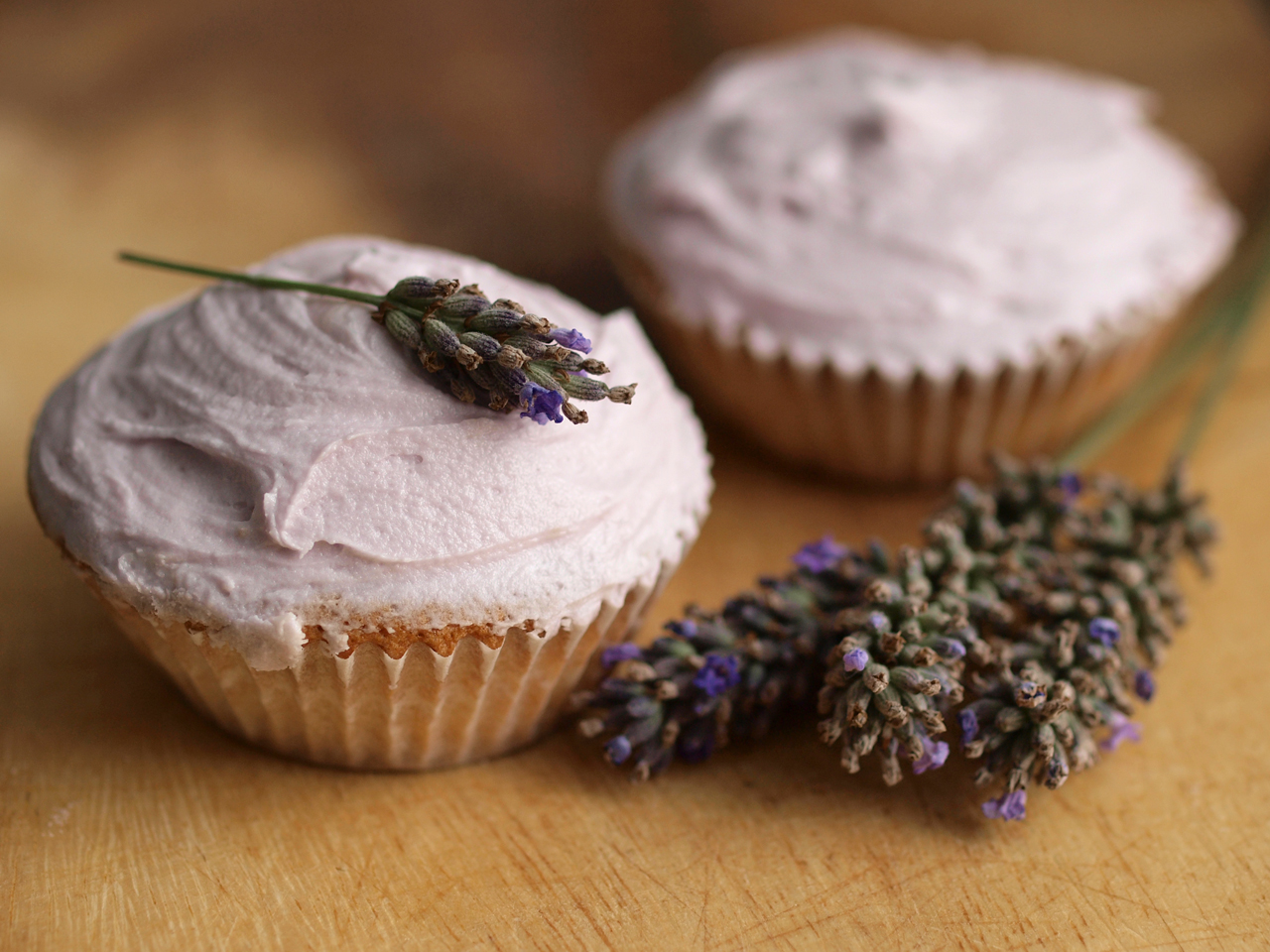
ラベンダーを使ったカップケーキ

ラヴァンドラ属は、ポプリの材料、ハーブティー、料理の風味付け、化粧水などの美容、観賞用（鉢植え）等々に利用されてきた。また古くから、多くの薬効を持つハーブとして利用された。
ギリシア人は、シリアの都市ナールダ（おそらく現在のイラクのドホーク）から採って、ラベンダーを「ナルド」と呼んだ。L. latifolia（スパイク・ラベンダー）は、最も高価な香料のひとつである甘松香（スパイクナルド）と混同され、重用された。新約聖書でベタニアのマリアがイエスに注いだ「ナルドの香油」は、甘松香ではなくラベンダーの香油であったとも考えられている。ラベンダーの花は非常に高価で、古代ローマのプリニウスの時代には1ポンド当たり100デナリという高額であり、中世になっても貴重なものであった。

### 食用
花や葉は食用され、食欲増進のハーブとして料理や菓子の風味付けに用いられた。調味料としてサラダやドレッシングに利用されている。南フランスでラベンダーは伝統的に様々な用途に利用され、エルブ・ド・プロヴァンスというラベンダーを含むハーブミックスが広く知られるが、これはスパイス業者が作ったもので、伝統的な南仏のプロヴァンス料理でラベンダーは用いられない。近年、エルブ・ド・プロヴァンスは料理でよく使用されるようになってきている。
エリザベス1世はラベンダーのジャムを好み、砂糖漬けを肉料理やフルーツ・サラダの薬味として、菓子や頭痛薬として食した。

### 芳香用

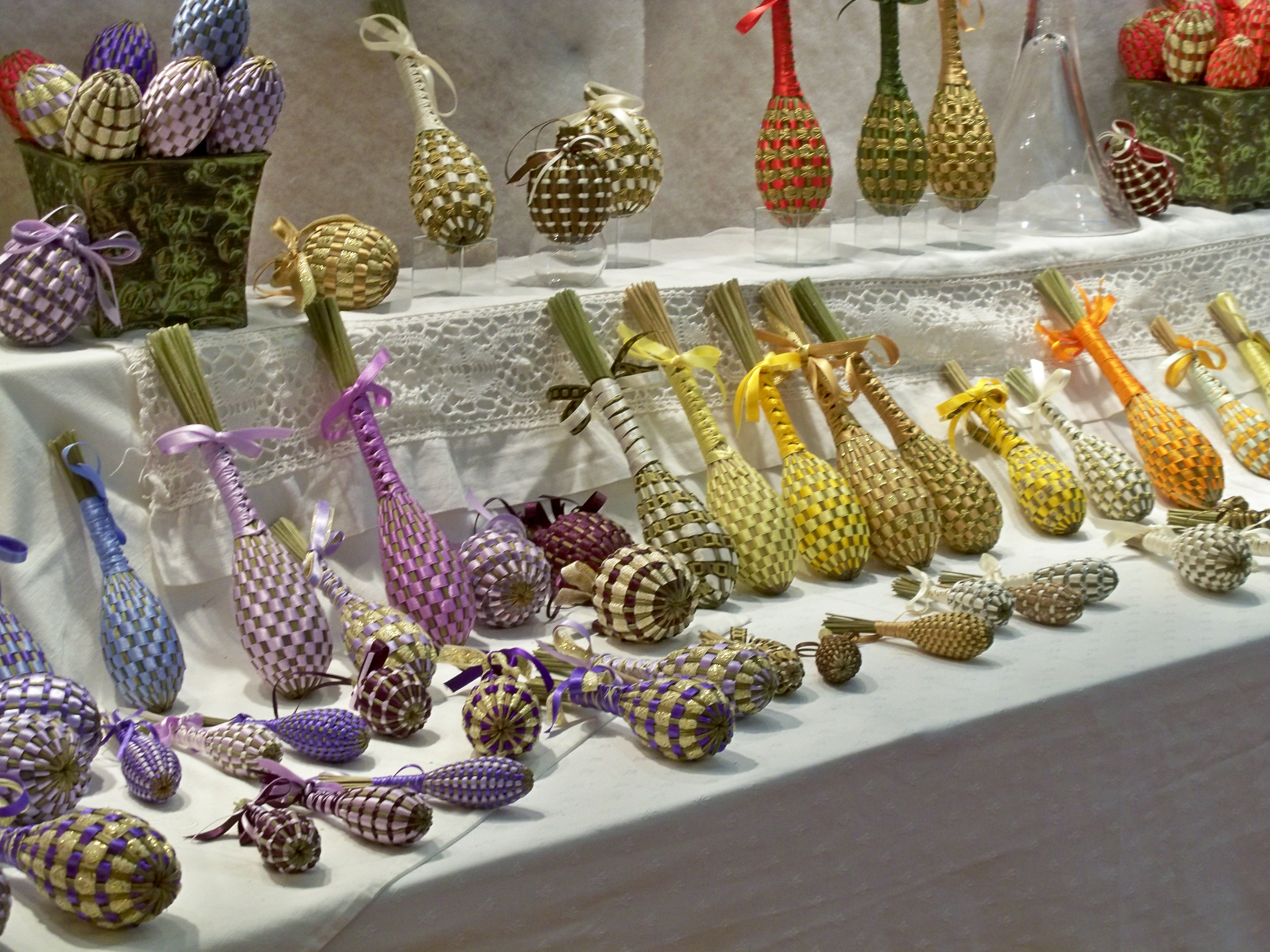
乾燥させたラベンダーを束ねたもの。防虫に用いる。

フランスなどでは、乾燥させた花を小さな布袋に入れた一種のサシェ（香り袋、匂い袋）があり、それを洋服箪笥に入れたり、ワードローブの中に下げておいたりして、香りを衣類に移したり防虫剤として利用する。あるいはサシェをベッドの枕の近くなどに置いて寝室に漂わせたり、枕のつめものの一部としてラベンダーを混ぜておいて、枕に頭を置くだけで中身が自然と揉まれて香りが漂うことを楽しむ。
また、香水に使われる香料として重要な役割を果たした。ラベンダーの芳香成分をアルコールに溶かしたラベンダー水は、ローズマリー水（ハンガリーウォーター）と共に、最古のアルコールベースの香水のひとつとされる。1709年にイタリアの香料商ヨハン・マリア・ファリナがドイツのケルンで発売され人気となった香りのよい薬用酒「アクア・アドミラビリス」（奇跡の水）、後の「オーデコロン」（Eau de Cologne、ケルンの水）には、微量のラベンダーがブレンドされていた。
現代では、L. angustifolia（コモン・ラベンダー）やL. x intermedia（ラバンジン）の精油は、香料やアロマセラピーに用いられる。精油は、先端部分および花から、水蒸気蒸留で抽出される。ヨーロッパ薬局方には、L. angustifoliaの精油が収録されている。溶剤抽出法によるラベンダー・アブソリュートもある。同じL. angustifoliaを用いても、抽出に用いる部位によって、精油の成分は大きく異なる。L. x intermediaはL. angustifoliaより多くの精油を採ることができ、価格が安いため広く流通しているが、L. x intermediaの精油をL. angustifoliaの精油として販売する業者も存在する。L. x intermedia（ラバンジン）の精油は、多少カンファー臭があり、L. angustifolia（コモン・ラベンダー）の精油とは成分組成も異なる。
Lavandula latifolia（スパイクラベンダー）の精油は、油彩画用の揮発性溶剤としても利用される。同様の目的に使われるテレビン油に比較して、非常に高価なためあまり使われないが、樹脂の溶解能力は高く、防腐性能もある。

### 効能・臨床研究

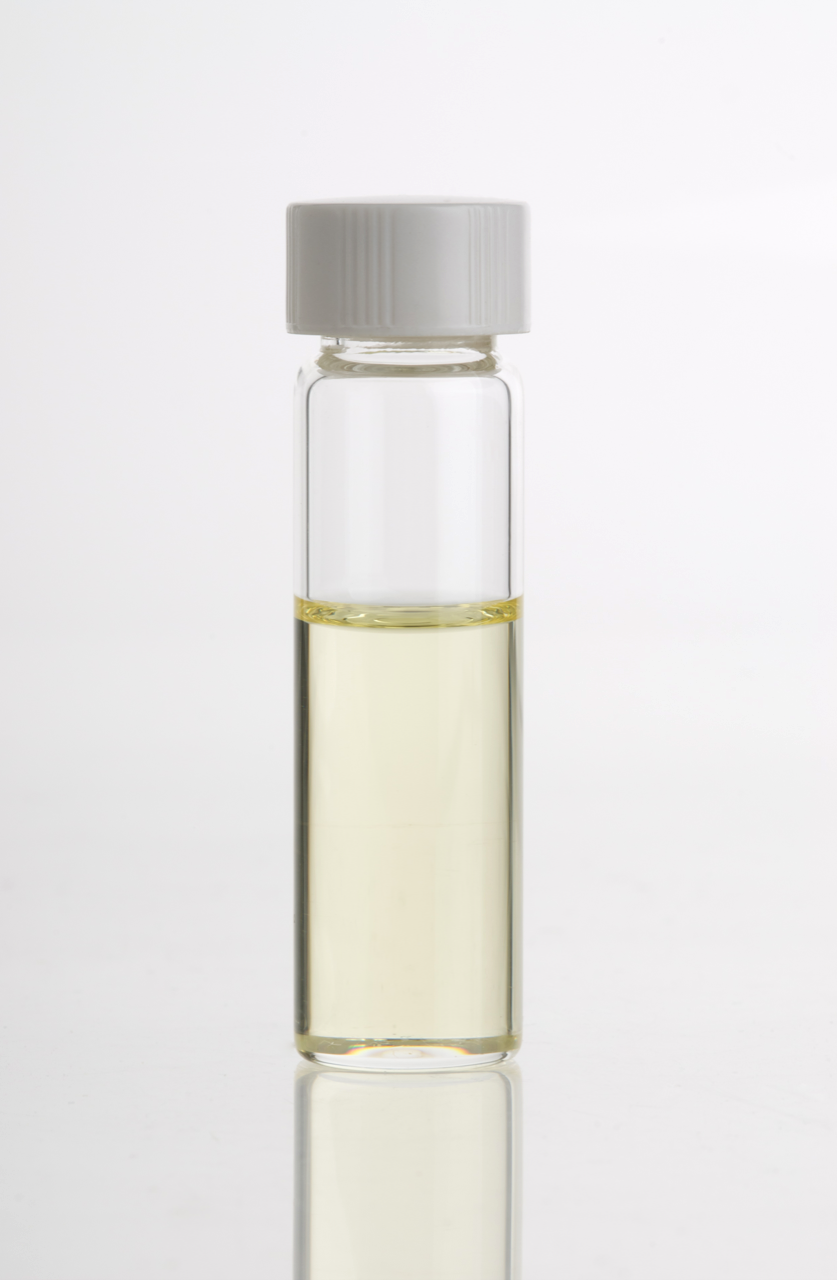
ラベンダー油

ラヴァンドラ属は、ハーブの一種として用いられ、様々な効能が期待されている。古くから多くの病気に対する万能薬として利用されており、不安、不穏、不眠、うつ症状、精神安定、鎮痛、胃のむかつき、脱毛、防虫・殺菌などに効果があるとされ、民間療法または伝統療法として使われている。アメリカのNational Center for Complementary and Integrative Health（NCCIH、旧 国立補完代替医療センター）は、2012年時点では、伝承される多くの効能に対し、有効性が科学的に証明されたものはごくわずかしかないと述べている。
精油も薬用され、第一次世界大戦時に病院で使用されていた。種によって成分組成は異なり、香りだけでなく薬効も異なる。
揮発性の油である精油には、L. angustifolia（コモン・ラベンダー）の水溶性成分などは含まれないため、ハーブとしての効能をそのまま精油に用いることはできない。L. angustifoliaの精油はアロマテラピーでもっとも使われるもののひとつで、様々な効能があるといわれている。生化学者のマリア・リス・バルチンは、一般に言われるL. angustifoliaの精油の効能には、近世のハーブ療法家・ニコラス・カルペパー（1616 - 1654）が記したL. latifolia（スパイク・ラベンダー）の効能で、チンキやティーの形で治療に用いたものが誤って引用された例が少なくないと指摘している。例えばL. latifoliaの水溶性成分には鎮痙作用があるが、これがL. angustifoliaの精油の効能として転用されており、情報が混乱していることがわかる。またカルペパーは、ラベンダーには癲癇（てんかん）、痙攣（けいれん）など様々な症状に効果があると述べているが、スパイク油（ラベンダーの精油）は「その性質は極めて激しく刺すような刺激があるため、使用には注意を要する。」としている。
効果があると考えられるもの
一部の予備的な研究結果では、ラベンダー油は、タイム油、ローズマリー油、シダーウッド油と組み合わせて使用すると、円形脱毛症に効果がある可能性が示されている。いくつかの研究は、6 - 10週間ラベンダー油を経口摂取することで、不安や不眠を改善することを示唆しているが、抗不安薬ロラゼパムより効果は弱いようである。ただし、初期のアロマセラピーにおけるラベンダー油での不安治療の研究は不十分であり、エビデンスたり得ない。またいくつかの研究は、ラベンダー油の香りを嗅いでいると高齢者の転倒が減少する、帝王切開で静脈内鎮痛剤を使用しながらラベンダー油を吸入すると、術後の痛みが軽減することを示している。2021年、メタアナリシスにより、ラベンダー油カプセル「Silexan」が不安障害患者の痛みや不眠などの不安症状の軽減に有効であることが判明しました。
効果がないと考えられるもの
がんによる痛みの軽減、認知症の改善、会陰の痛みの軽減などの効果はないと考えられている。
エビデンスが不十分であるもの
鎮静効果（興奮）に関する臨床研究は不十分で、矛盾する研究結果があるが、アルツハイマー症患者の興奮を改善する可能性がある。かゆみや炎症を起こしている皮膚（湿疹）、疝痛、便秘、鬱病、気分の落ち込み（幸福感）、月経痛、高血圧、不眠、偏頭痛、頭痛、シラミ、耳の感染症、傷の治療、食欲不振、歯痛、にきび、吐き気、がんに対する効果、蚊の忌避剤、防虫剤としての効果の研究は十分ではなく、さらなる研究が必要とされている。

### 安全上の懸念
ラベンダーを経口摂取した場合、便秘、頭痛、食欲増加を引き起こす可能性がある。ラベンダー油の経口摂取は、有害である可能性がある。
アメリカ国立衛生研究所は、妊娠中・授乳中におけるラベンダーの使用は、安全が確認されていないとしている。

#### 皮膚刺激性
L. angustifolia（コモン・ラベンダー）やL. x intermedia（ラバンジン）などのラベンダー精油は、比較的皮膚刺激性が低い精油である。
ラベンダー油の皮膚への感作性は強いので、日常生活で使う場合は注意しなければならない。L. x intermediaの精油で偽和（合成成分の添加など）が横行しており、これが広く利用された影響で、ラヴァンドラ属の精油に対する感作が上昇していると考えられる。精油や精油を用いた化粧品による接触性皮膚炎やアレルギー反応の報告があり、日本人のラベンダー油の陽性率（パッチテストによる）は、1981年の実験では2.4％（被験者数778名）だった。名古屋大学医学部環境皮膚科学講座の杉浦真理子らが、1990年から1998年の12年間、化粧品接触皮膚炎が疑われた患者1483例を対象に、パッチテストを行ったところ、陽性率は1990年3.75％、1991年1.47％、1992年1.28％、1993年3.75％、1994年0％ 、1995年1.14％、1996年0.90％、1997年8.73％、1998年13.86％ だった。生活の変化に伴い日用品アレルギーのアレルゲンは変化するが、アロマブームの中、香料アレルギーが問題になっている。特にラヴェンダー油は、陽性率が高い天然香料の中でも陽性率が上昇しており、熊本大学の皆本景子は要注意であると述べている。こうした天然香料は、色素沈着型化粧品皮膚炎を起こす可能性のあるアレルゲンである。しかし、日本で香料は一般の化粧品成分として扱われず、ただ「香料」とだけ記載されるので、化粧品にラヴェンダー油が含まれているかはわからない。
2004年にin vitro（試験管内で行う試験）で、ラベンダー油に細胞毒性（細胞傷害性）が認められたという研究結果が公開された。これに対しアロマセラピストのロバート・ティスランドは、全てのin vitroは、その現象が起こる可能性を示唆するにすぎず、生体で同様の効果があると決めつけることはできないと述べている。

#### 光毒性
2007年に様々な香料と感光性に関する研究が発表された。ラベンダーは光毒性反応を誘発すると言われているが、研究でそのような現象は認められなかった。

#### 女性化乳房(幼年期の例)
一部に、精油の思春期前の少年への外用による反復的な使用は、男子の乳房が成長する「女性化乳房」の原因になるという見解が見られている。ただこれは、体重が少なく外部の微量の物質の影響力が成立しやすい幼少期の事例に依った見解である事に注意が必要。
自己のホルモン代謝の影響を考慮せずに済む思春期前の事例である為に情報化されたと考えられ、認識の一般化には注意が必要だと思われる。
コロラド大学デンバー校の小児内分泌学者Clifford Blochによると、4歳、7歳、10歳の「思春期前女性化乳房」と診断した男児3人が、ラベンダーの香りの石鹸、スキンローション、又はシャンプーか整髪料を使用しており、これらにはラベンダー油またはティーツリー油が含有されていた。これらの製品の使用をやめると、数カ月で女性化乳房の症状は消えた。
思春期年齢に到達した以降の男子の場合は、もともと女性化乳房の現象自体は自然に有る物であり、あまり珍しい現象ではない事に留意が必要である。思春期初期には男性ホルモンに比べて女性ホルモンの分泌がその代謝問題により相対的に男子の体内で多くなる為、女性化乳房は自然発生率が高く、環境ホルモン説等も科学的信憑性に乏しい事に注意が必要である。また、男性でも乳房が人体側の因子によりタナー段階III並になることも珍しくない。一定類の精神薬や脳腫瘍の影響による下垂体制御の変化や、肝臓疾患による代謝能力問題等の可能性及び体質による恒常的な要因の物がある。一般的な思春期時の女性化乳房の場合は後に男性ホルモンの分泌が増えてくると1、2年で消失していくとされる。
また、インビトロ実験（試験管やシャーレ内に置いた細胞等の試験体へ直接、試験物質を曝露させその作用を見出す実験）においての物質の振る舞いは、(余程強力な物質である場合や生体内処理に対した抵抗性の有る物質であったり人体への量がある場合でない限り）そのまま人体へ当て嵌めて考える事は出来ない事に留意が必要である。
アメリカ国立環境衛生科学研究所は、ヒト乳がん細胞を使って、これらの精油が遺伝子の発現にどう影響するかを調べた。その結果、主要な女性ホルモンであるエストロゲンと似た働きをする他、男性ホルモンのアンドロゲンを阻害するらしいことが分かった。

#### 相互作用
薬剤、サプリメントとの相互作用の可能性がある。抱水クロラール、降圧薬、バルビツール酸系薬（鎮静薬）、ベンゾジアゼピン（向精神薬）、中枢神経抑制薬と相互作用があると考えられている。眠気を引き起こす、または血圧を下げる可能性があるため、同様の効果を持つサプリメントと併用すると強い眠気が起こったり、血圧が大幅に低下する危険性がある。中枢神経系に影響を与えると推測されるため、手術中に使用する薬剤との相互作用を防ぐために、手術の2週間前に使用を止める必要がある。

## EUのREACH規則
欧州連合（EU）では、欧州における新しい化学品規制REACH（REACH規則、REACH法：Registration, Evaluation, Authorisation and Restriction of Chemicals）が、2008年から運用されている。この規則では、EUで物質（調剤中の物質も該当）を年間1トン以上製造又は輸入する事業者に対し、登録手続が義務付けられている。登録の他にも、条件に該当する場合は、認可、制限、届出などの義務がある。対象には精油などの天然香料も含まれ、香料業界・生産農家・化粧品業界・アロマセラピー業界などで議論を巻き起こしている。
ラベンダーの精油はアレルギーを引き起こす可能性があるとして、REACHの対象となっており、将来的に「内服または吸入した場合、死亡する可能性がある。」という赤と黒の警告ラベルが義務付けられる可能性がある。精油は合成香料などと違い、生産地、生産年などでも成分組成が異なるため、その都度の検査が必要となり、流通も規制されるため、ラベンダー農家や精油業者とって大きな負担となる。ラベンダー農家の多くは、天然物質である精油をReachの対象とすることに対し、「ラベンダーは化学製品ではない。Reachの適用反対」などのメッセージ看板を畑に掲げるなどして、反対の立場を表明している。

## 芳香成分
L. angustifolia（コモン・ラベンダー）の精油
リナロール、酢酸リナリルを主要成分とする。
- 酢酸リナリル
- リナロール
- β-カリオフィレン
- 酢酸ラベンディル（英語版）
- (Z)-β-オシメン
- テルピネン-4-オール
- (E)-β-オシメン

他多数の成分からなる。
L. latifolia（スパイク・ラベンダー）の精油
リナロール、1,8-シネオール（ユーカリプトール）、カンファー（樟脳）を主要成分とする。他多数の成分からなる。

酢酸リナリル
リナロール
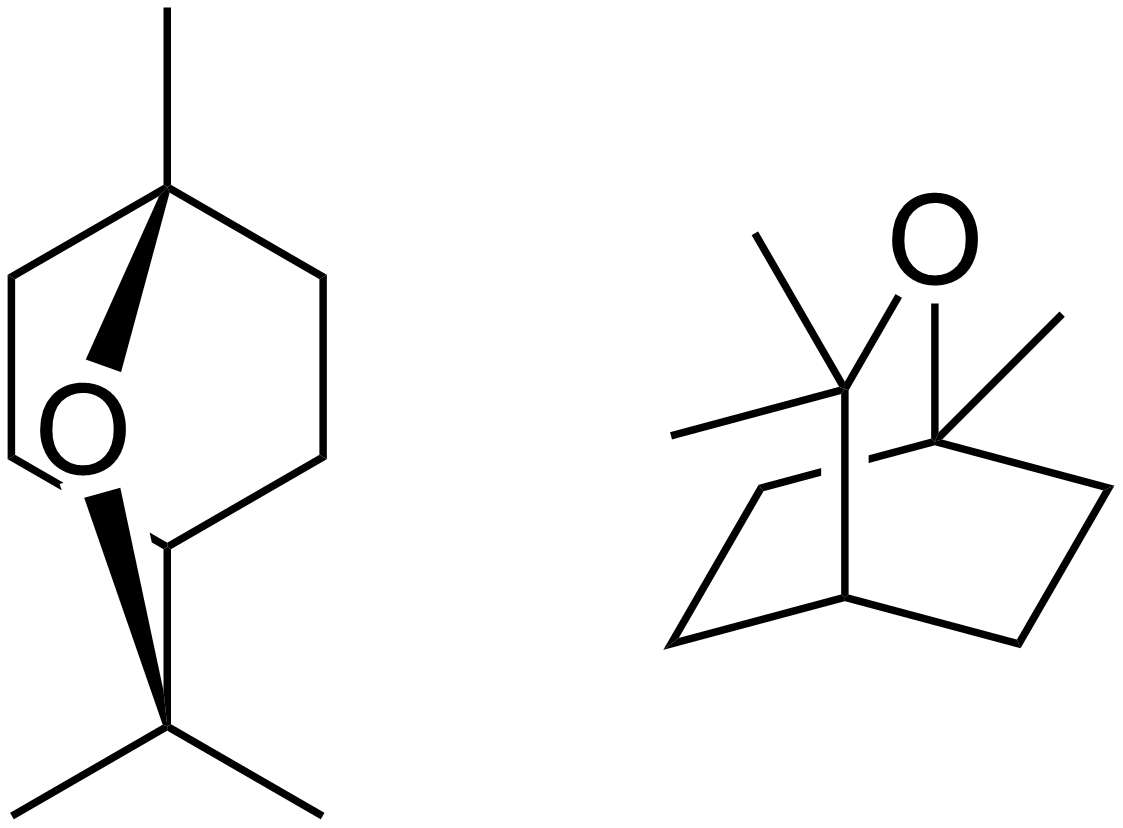
1,8-シネオール
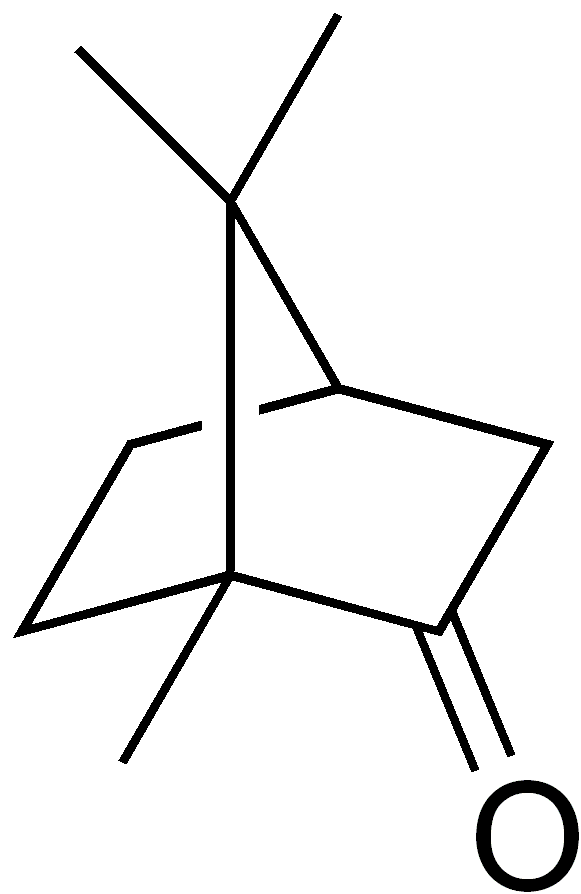
カンファー

## 日本人とラベンダー

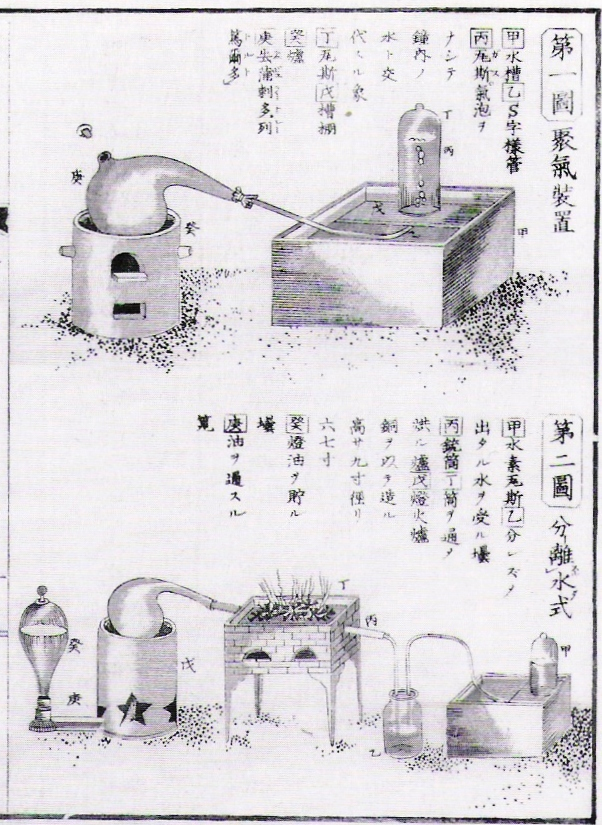
宇田川榕庵『舎密開宗』、蒸留装置

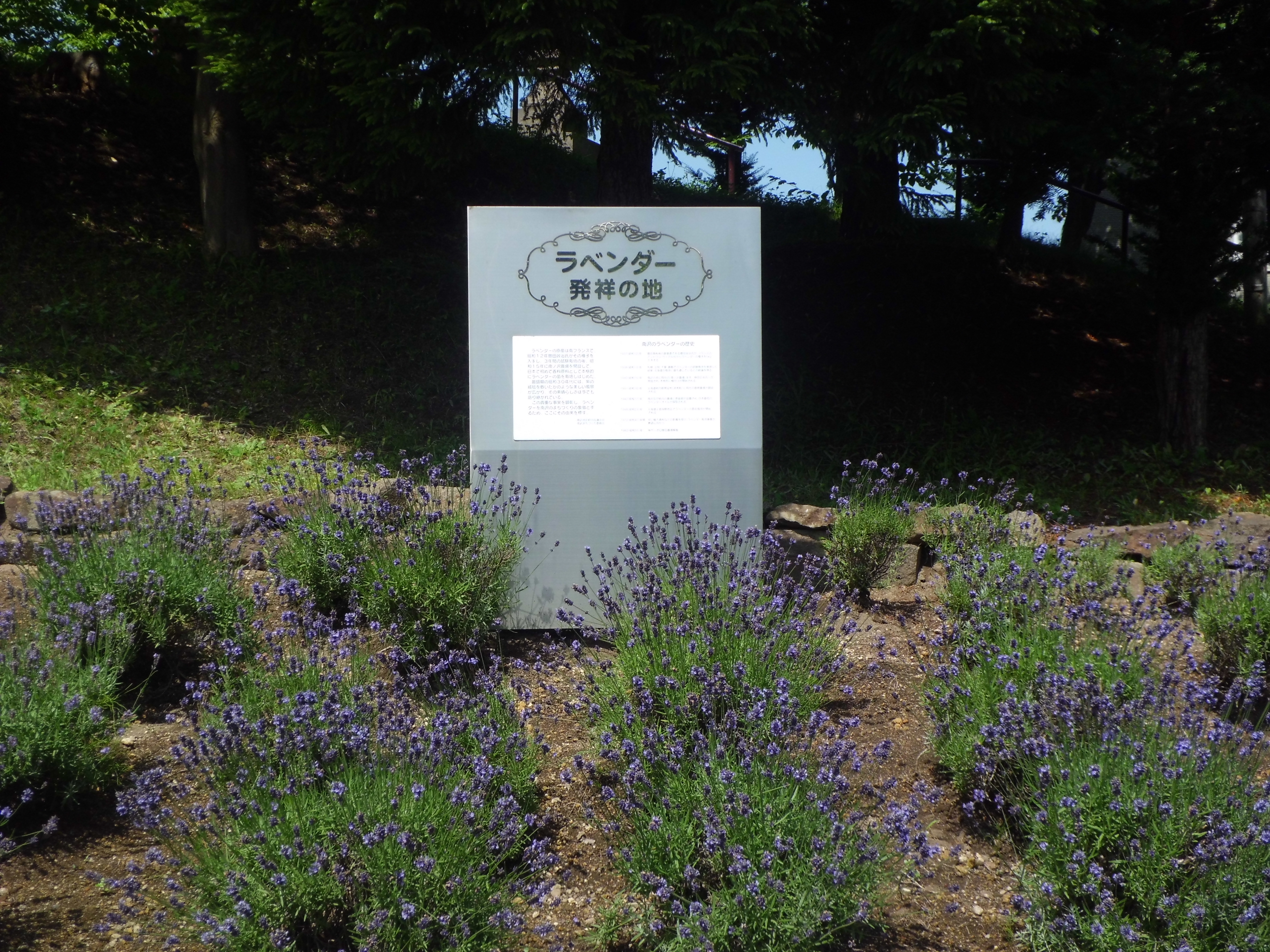
ラベンダー発祥の地。札幌市南区南沢

ヨーロッパでは伝統的に精油が医療に利用されていたため、西洋医学（蘭方）が日本に伝わると、日本の医師や学者は西洋の薬用植物や精油、精油の蒸留法、利用法に興味を持ち、情報を集めて医療に利用した。ラベンダーは文政期に、宇田川玄真（榛斎）訳述・宇田川榕庵補校による西洋薬物書『遠西医方名物考』（1822年）及び補遺（1934年頃）に「ラーヘンデル」「ラーヘンデル油」の名で詳しい説明があり、以降江戸後期の翻訳書・蘭学書にもラベンダーや精油についての記述がある。フランス語のlavande は、蘭学者の翻訳によりオランダ語のlavendel （ラーヘンデル）として紹介された。翻訳作業を通して蘭方薬（西洋薬）に使う生きた植物を輸入しようという機運が高まった。遠藤正治によると、大槻玄沢と宇田川玄真が幕府に申請したオランダからの輸入のリストにはラベンダーも含まれていたという。1819年には花と精油が輸入され、万延元年（1860年）に遣米使節団によってもたらされた植物の種子には、ラベンダーの種子が含まれていた。日本の香り文化を研究する吉武利文は、本草学者山本榕室に送られた種子の記録や、旗本で本草家の馬場資生圃（1785年 - 1868年）のラベンダーの絵などから、幕末期には一部ではあるが、精油が輸入され、栽培も行われていたと考えられる、と述べている。
ラベンダーの本格的な栽培・精油の蒸留は、1937年（昭和12年）に曽田香料株式会社の創業者・曽田政治が、フランスのアントワン・ヴィアル社からラバンデュラ・オフィキナリス（Lavandu la officinalis）の種子5㎏を入手し、これを千葉・岡山・北海道の各農事試験場と曽田香料札幌工場で試験栽培を行ったことに始まる。そして、日本では北海道が生育の適地とわかり、札幌市郊外南の沢と岩内郡発足村（共和町）で栽培、蒸留が始まった。
一方、株式会社永廣堂の沿革には、1935年に伊豆（富戸）でラベンダー油・ゼラニューム油（ゼラニウム油）の栽培・採油を開始したとあり、それ裏付ける1939年の資料もある。戦時体制下であった当時、伊豆では国産香料の生産が目指され、クロモジやゼラニウムの蒸留の他に、ラベンダーも試験的に栽培・蒸留が行われていたが、第二次世界大戦が始まると食料増産のためラベンダーの生産はできなくなり、戦後は、伊豆では一部に残るのみとなった。
北海道の曽田香料は、戦時中優良品種の選抜保存を最小限行い、終戦後栽培を再開した。1948年（昭和23年）からは委託栽培が始まり、北海道の奨励特用作物として全道に広まっていった。最盛期には、上富良野町での栽培面積85ヘクタール、全道では235ヘクタールにもなった。しかし、1972年（昭和47年）頃から合成香料技術の進歩と天然香料の輸入再開の影響を受けて衰退。上富良野町では最後まで香料会社との契約栽培が続いたが、1977年（昭和52年）、香料会社のラベンダー油の買取が打ち切られ、ラベンダーの農業作物としての生産は終了した。
1975年に国鉄のカレンダーで北海道富良野のラベンダー畑が紹介され問い合わせが殺到し、観光資源として栽培されるようになった。人気テレビドラマ『北の国から』（1981年 - 1982年）でもラベンダー畑が登場して話題となった。富良野のラベンダー畑は、夏の北海道旅行で立ち寄る場所の一種の「定番」となり、多くの日本人がラベンダーに親しむようになった。
筒井康隆の小説『時をかける少女』（1967年）やその映像化作品であるテレビドラマ『タイム・トラベラー』（1972年）、および原田知世主演・大林宣彦監督の映画『時をかける少女』（1983年）に、物語の鍵としてラベンダーの香りが登場した。それらの作品（特に1983年の映画）に接した人は、その名前と香りの特徴を知った。
フランスではラベンダーの香り袋やラベンダー精油を用いた製品が販売されている。特に石鹸づくりに千年以上の歴史をもつ港湾都市マルセイユや、中世の城塞都市カルカソンヌ、ヨーロッパで活躍する調香師の大部分を輩出しているグラースなど南フランスの都市では、ラベンダーを原料とする多くの製品が販売されている。日本が経済的に豊かになるにつれて海外旅行をする人が増え、ヨーロッパでラベンダー関連製品の香りを自身で体験し、興味を持つ人も増えた。

## 日本での名所
- ファーム富田（北海道空知郡中富良野町） - 北海道を代表するラベンダー畑の一つ。
- 日の出公園 ラベンダー園（北海道空知郡上富良野町）
- ハイランドふらの（北海道富良野市）
- 麓郷展望台（ふらのジャム園）（北海道富良野市）
- フラワーランドかみふらの（北海道空知郡上富良野町）
- 黒瀬ラベンダー園（北海道砂川市）
- 猪苗代ハーブ園（福島県耶麻郡猪苗代町）
- 千年の苑ラベンダー園（埼玉県比企郡嵐山町） - イベント「らんざんラベンダーまつり」などが開催される。
- たんばらラベンダーパーク（群馬県沼田市）
- 佐倉ラベンダーランド（千葉県佐倉市）
- 大石公園（山梨県南都留郡富士河口湖町）
- メナード青山リゾート（三重県伊賀市）
- 壺阪寺（奈良県高市郡高取町） -  眼病に霊験あらたかな観音様の下、約1,000株のラベンダーが境内各所に咲く。
- ラベンダーパーク多可（兵庫県多可郡多可町）
- 黒瀬農園香山ラベンダーの丘（広島県世羅郡世羅町）
- 英彦山花園（福岡県田川郡添田町） - ラバンディン系ラベンダー約1,500株。
- 平成森林公園ラベンダー園（大分県大分市）
- くじゅう花公園（大分県竹田市久住町） -  西日本最大級のラベンダー畑。

## 日本の自治体の花
- 北海道
  - 上富良野町、中富良野町、ニセコ町、仁木町

## ラベンダー色

### HTMLカラーコード
| lavender      | HTML のカラーコードでは、#E6E6FA の色指定で lavender を表現できる。 |
| lavenderblush | また、#FFF0F5 の色指定で lavenderblush を表現できる。               |

### シンボリズム
ラベンダー色は同性愛者を象徴する色でもある。ピンク・トライアングルを参照。